# Björkö (Uppland)

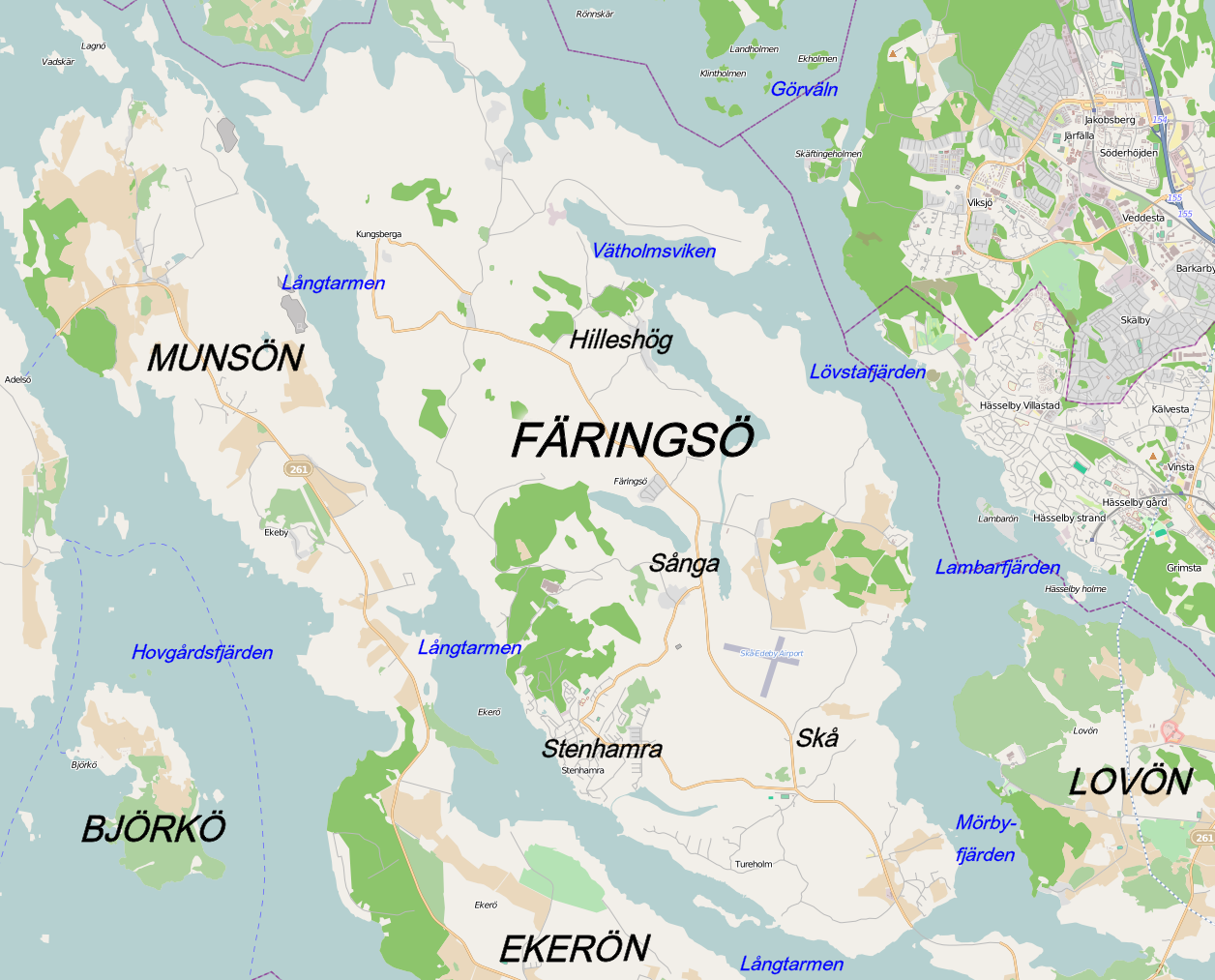
A ilha de Björkö

Björkö ( ouça a pronúncia) é uma ilha do lago Mälaren, no centro leste da Suécia.                     
Está situada a 25 km a oeste de Estocolmo no fiorde Södra Björkfjärden, localizado no município de Ekerö na província histórica da Uppland.
A ilha é conhecida pelas ruínas da cidade comercial viking de Birka, um dos principais achados arqueológicos do país.

## Etimologia e uso
O nome geográfico Björkön deriva das palavras nórdicas biork (bétula) e ö (ilha), significando ”a ilha com bétulas”.
A ilha está mencionada como Bierko, em 1324.

Em textos em português costuma ser usada a forma original Björkö. 

## Comunicações
A ilha de Björkö não tem ligação por estrada à terra firme, sendo Adelsö a ilha mais próxima. Dispõe de ligação por barco com Estocolmo, Södertälje, Mariefred, Hovgården e Härjarö.

## Património turístico
Alguns pontos turísticos mais procurados atualmente são:

- Birka (cidade viking)
- Cruz de Ansgar
- Capela de Ansgar
- Reserva natural de Björkö (’’Björkö reservat’’)
- Cidades da Era Viking

## Personalidades ligadas a Birka
- São Ansgar (século IX), santo ”missionário do Norte”)

## Imagens de Björkö

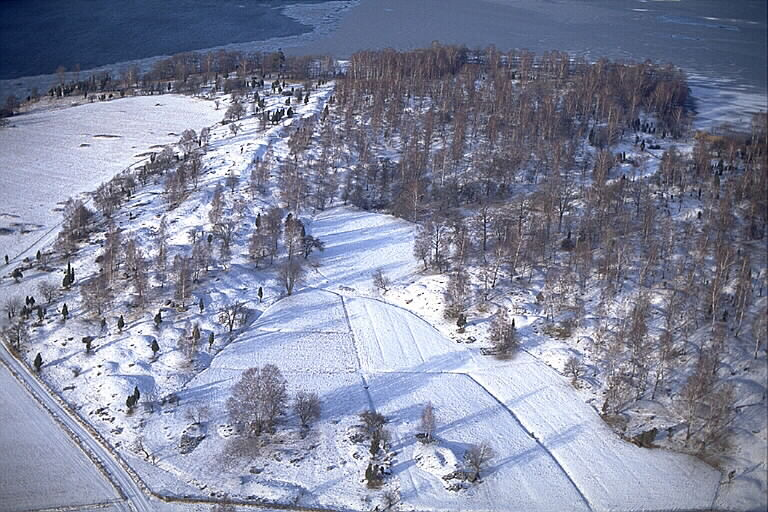
No inverno
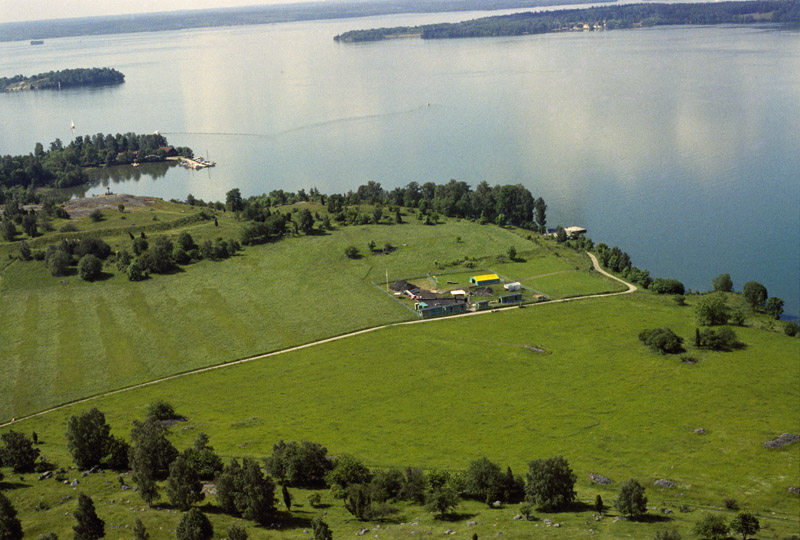
No verão
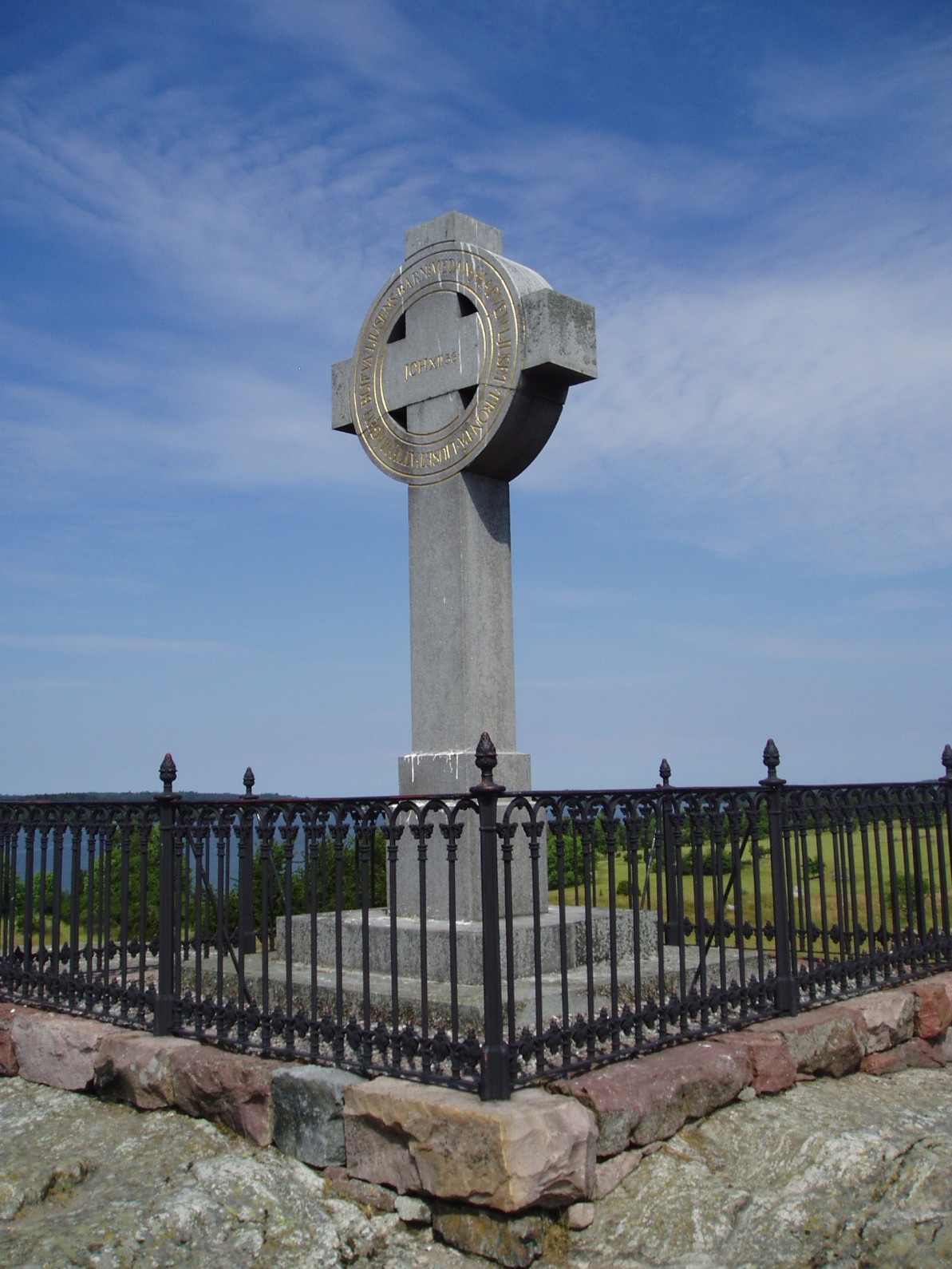
A cruz de Ansgar (Ansgars kors)
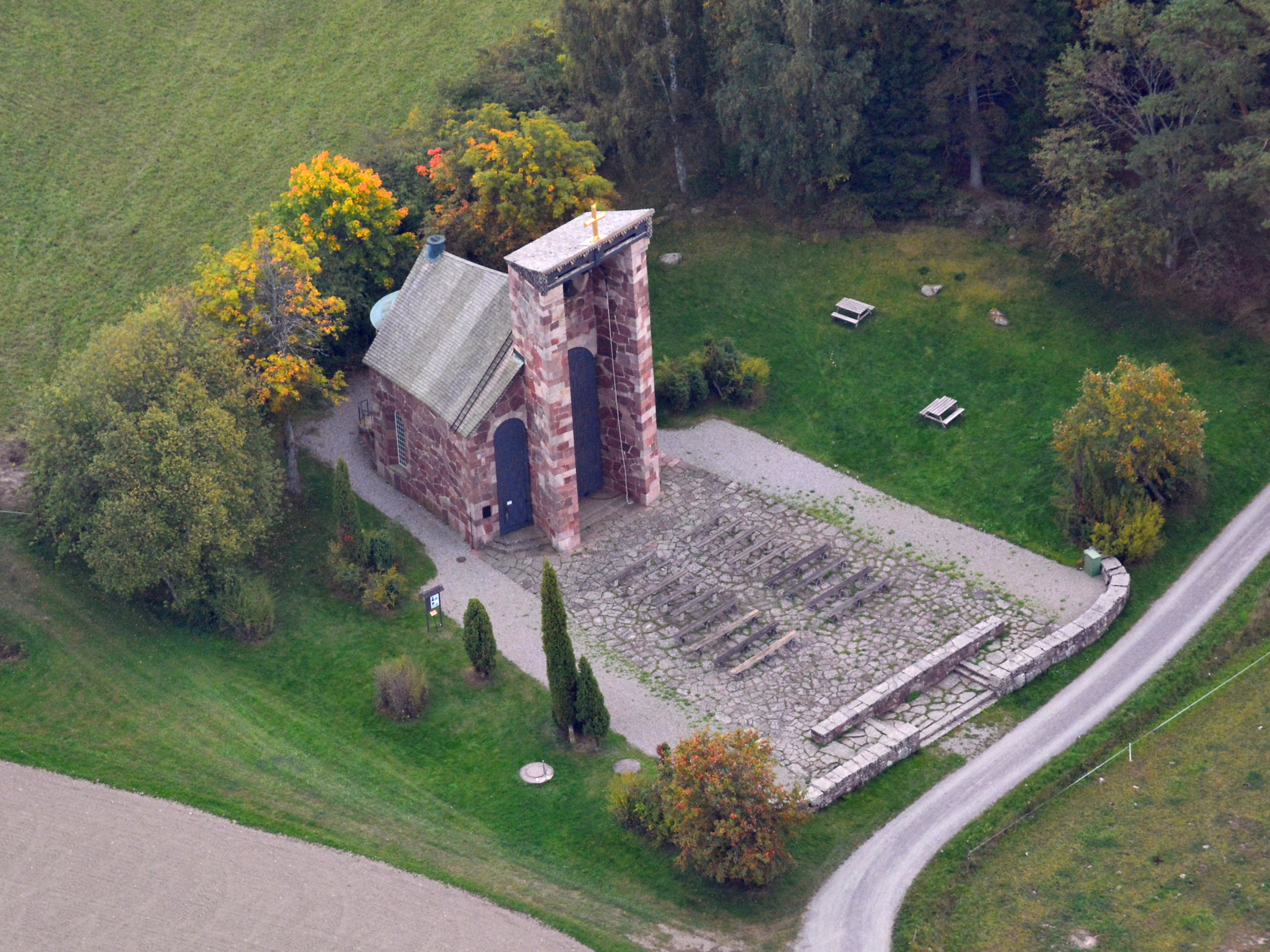
A capela de Ansgar (Ansgarskapellet)